# Montjuïc
Montjuïc nebo také Montjuich (výslovnost [ˈmun̪ʒuˈik]) je kopec, který tvoří charakteristickou dominantu Barcelony. Nachází se ve čtvrti Sants-Montjuïc jižně od centra města a západně od přístavu, protéká pod ním řeka Llobregat. Pahorek je tvořen sedimentárními horninami a vznikl ve čtvrtohorách. Vrchol dosahuje nadmořské výšky 185 metrů, na svazích se nachází největší barcelonský park. Je možno se sem dostat metrem do stanice Paral·lel, na kopec vede také lanová dráha z roku 1931. Podle archeologických nálezů v lokalitě Coves del Morrot byl Montjuic osídlen lidmi již v neolitu. Dříve byl vrch hlavně zdrojem dříví a stavebního kamene, v současnosti slouží k rekreaci a patří k hlavním turistickým atrakcím katalánské metropole. Na Montjuïcu se konala Světová výstava 1929, Mistrovství světa v silniční cyklistice 1973 a část soutěží Letních olympijských her 1992 včetně slavnostního zahájení.
Původ názvu je nejasný, pravděpodobně pochází z výrazu Mont dels Jueus (Židovská hora) nebo Mons Iovis (Jupiterova hora).
K vyhlídce slouží hradby pevnosti Castell de Montjuïc, postavené v 18. století podle projektu Juana Martína Cermeña, která sloužila jako věznice především pro politické odpůrce (v roce 1940 zde byl popraven prezident katalánské samosprávy Lluís Companys) a později v ní bylo zřízeno muzeum vojenství, zrušené v roce 2009. kdy ministerstvo obrany předalo objekt do správy barcelonské radnice. Pevnost je také známá jako orientační bod, který využili v letech 1791 až 1794 Jean-Baptiste Joseph Delambre a Pierre Méchain při svém měření zemského poledníku, jež dalo základ definici metru.

Okruh Montjuïc

V roce 1883 zde byl zřízen hřbitov Montjuic. Na Montjuïcu se nachází také botanická zahrada, Poble Espanyol (muzeum lidové architektury z různých španělských regionů), památník Quatre Columnes (čtyři antické sloupy symbolizující čtyři červené pruhy na katalánské vlajce), fontána Font Màgica, kterou vytvořil v roce 1922 Carles Buïgas a 136 m vysoký vysílač Torre de comunicaciones de Montjuic, který navrhl v roce 1992 Santiago Calatrava. Významnými budovami jsou Palau Nacional, novorenesanční budova z roku 1929, v níž sídlí Katalánské národní umělecké muzeum, dále Barcelonský pavilon, který pro Světovou výstavu navrhl Ludwig Mies van der Rohe, veletržní hala, divadlo Teatre Lliure, galerie CaixaForum Barcelona, muzeum Fundació Joan Miró, etnografické muzeum a muzeum olympijského hnutí. Památkou na olympiádu v roce 1992 je rozsáhlý sportovní areál Anella Olímpica, jemuž vévodí stadión Estadi Olímpic Lluís Companys, na němž do roku 2009 hrával prvoligový fotbalový klub RCD Espanyol. Závodní okruh Montjuïc v minulosti hostil Gran Premio de Penya Rhin (1933-6), Velkou cenu Španělska Formule 1 (1969, 1971, 1973 a 1975) i silničních motocyklů. Mezi vítěze předválečných závodů automobilů Grand Prix se zapsali Achille Varzi, Luigi Fagioli a Tazio Nuvolari, na přelomu 60. a 70. let Jackie Stewart (2x), Emerson Fittipaldi a Jochen Mass.
Benjamin Britten a Lennox Berkeley napsali po své návštěvě Barcelony skladbu „Mont Juic“.